# Aloe penduliflora
Aloe penduliflora är en grästrädsväxtart som beskrevs av John Gilbert Baker. Aloe penduliflora ingår i släktet Aloe och familjen grästrädsväxter. IUCN kategoriserar arten globalt som starkt hotad. Inga underarter finns listade i Catalogue of Life.